# Thrasamund
Pour les articles homonymes, voir Thrasamund (homonymie).
Thrasamund est le quatrième roi du royaume vandale, de 496 à 523. Son règne dure plus longtemps que celui de tous les autres rois vandales, à l'exception de son grand-père, Genséric, et est marqué par l'apaisement avec les chrétiens de rite romain et un renouvellement de la politique extérieure vandale.

## Biographie
Thrasamund est le troisième fils de Gento et le frère du roi Gunthamund. À la mort de Gunthamund, il est l'un des deux seuls petits-fils vivants de Genséric, et hérite du trône conformément à une loi promulguée par son grand-père, Genséric, qui confère la royauté au membre masculin le plus âgé de la famille d'un roi décédé. Selon l'historien byzantin Procope de Césarée, Thrasamond est un « prince remarquable par la beauté de sa figure, par une prudence et une grandeur d'âme singulières ».  
À son arrivée au pouvoir, il met fin à de nombreuses années de persécution arienne contre l'Église catholique qui ont commencé sous son oncle Hunéric. Il engage les catholiques à abjurer leur confession, non pas, comme ses prédécesseurs, par la violence, mais en distribuant des honneurs, des richesses, des dignités à ceux qui se convertissaient à l'arianisme.  
Il a agrandi et remodelé le grand établissement thermal des Alianae, localité non identifiée, en bordure du golfe de Tunis.
Des preuves suggèrent que Thrasamund a embrassé de nombreuses traditions romaines. Par exemple, il a frappé des pièces de monnaie évaluées à 50 deniers en son temps. L'avers présente le buste de Thrasamund au diadème de perles, drapé et cuirassé, ressemblant beaucoup aux empereurs romains d'autrefois. L'inscription avers qui les accompagne, DN RG THRA-SAMVNDVS, attribue à Thrasamund un mélange éclectique d'anciens titres impériaux et royaux. Le revers montre une couronne de laurier et reflète l'adoption par les Vandales des conceptions romaines.
Thrasamund était marié, mais aucune information sur sa femme ou le mariage n'est connue. Il n'a pas eu d'enfants avec cette dernière.
Après le décès de sa femme, et sans descendants, Thrasamund décide de se remarier à une princesse ostrogothe, également veuve, nommée Amalafrida. Elle est la sœur du roi Théodoric le Grand. Il envoya une ambassade à Théodoric et ce dernier envoya sa sœur en Afrique avec une escorte de 1 000 soldats d'élite ostrogoths, qui devaient lui servir de garde suivis d'environ 5 000 hommes armés. Théodoric donna aussi à sa sœur le promontoire de Lilybée en Sicile. Le mariage a eu lieu en l'an 500. 
Selon Procope, ce mariage permit, aux yeux du roi vandale, d'assurer la stabilité de sa dynastie et cette alliance avec Théodoric le Grand a fait de lui le plus puissant des rois vandales, et lui acquit l'amitié particulière de l'empereur byzantin Anastase. 
Selon la latiniste italienne Alessia Fassina, Thrasamund aurait eu un fils nommé Fridamal. Ce jeune noble vandale est cité dans deux poèmes de Luxorius. Le nom Fridamal serait la forme spéculaire d'Amalafrida, nom de l'épouse de Thrasamund. 
Malgré cette alliance, Thrasamund échoue à aider Théodéric lorsque la marine byzantine ravage la côte sud de l'Italie, l'empêchant de venir en aide au roi des Wisigoths Alaric II lors de la bataille de Vouillé, ce qui contribue à la défaite d'Alaric.
En 511, Thrasamund recueille le roi des Wisigoths, Geisalic, chassé de son trône par Théodoric et considéré comme un usurpateur. Le roi vandale soutient la cause de Geisalic, lui offrant de l'argent mais aucun homme. La même année, Thrasamund le soutient avec sa marine navale dans son invasion de l'Hispanie. Ces actions fragilisent grandement l'alliance vandalo-ostrogothe. Thrasamund, après avoir reçu quelques lettres sévères de Théodoric, a reconnu qu'il n'était pas à la hauteur des Ostrogoths et a retiré son soutien à Geilasic, offrant des excuses et de l'or à Théodoric. Thrasamund abandonne Geisalic à son sort, et l'alliance entre Thrasamund et le roi Ostrogoth Théodoric redevint solide. 
Entre 515-517, Thrasamund s'est engagé dans un débat public religieux avec un prêtre nicéen nommé Fulgente de Ruspe. Fulgence a même composé un court traité, Dicto regis Trasamundi et contra ea responsionum, en réponse aux questions de Thrasamund. De toute évidence, la cour de Thrasamund était un centre intellectuel dynamique, où les lettrés de l'époque conversaient et débattaient sur des sujets à la fois religieux et profanes.
Si la politique extérieure vandale de Thrasamund est un succès, et la stabilité religieuse du royaume est assurée, le territoire vandale lui-même est en proie aux assauts d'envahisseurs berbères. Sous son règne, les Vandales subissent, en combattant les Berbères, le plus rude échec qu'ils aient jamais essuyé selon Procope. 
Dans les dernières années de son règne, l'importante ville portuaire de Leptis Magna, en Libye, est pillée et détruite par les Berbères, soulignant l'extrême faiblesse dans laquelle se trouvaient les frontières du royaume des Vandales. Thrasamund décide de lancer une expédition contre ces pillards berbères de Tripolitaine, qui sont dirigés par le chef Cabaon. Les Vandales subissent une rude défaite, et d'après le récit très détaillé de Procope, les Berbères emploient des tactiques inédites pour vaincre la cavalerie vandale. En conséquence, la présence vandale en Libye a été sévèrement diminuée. 

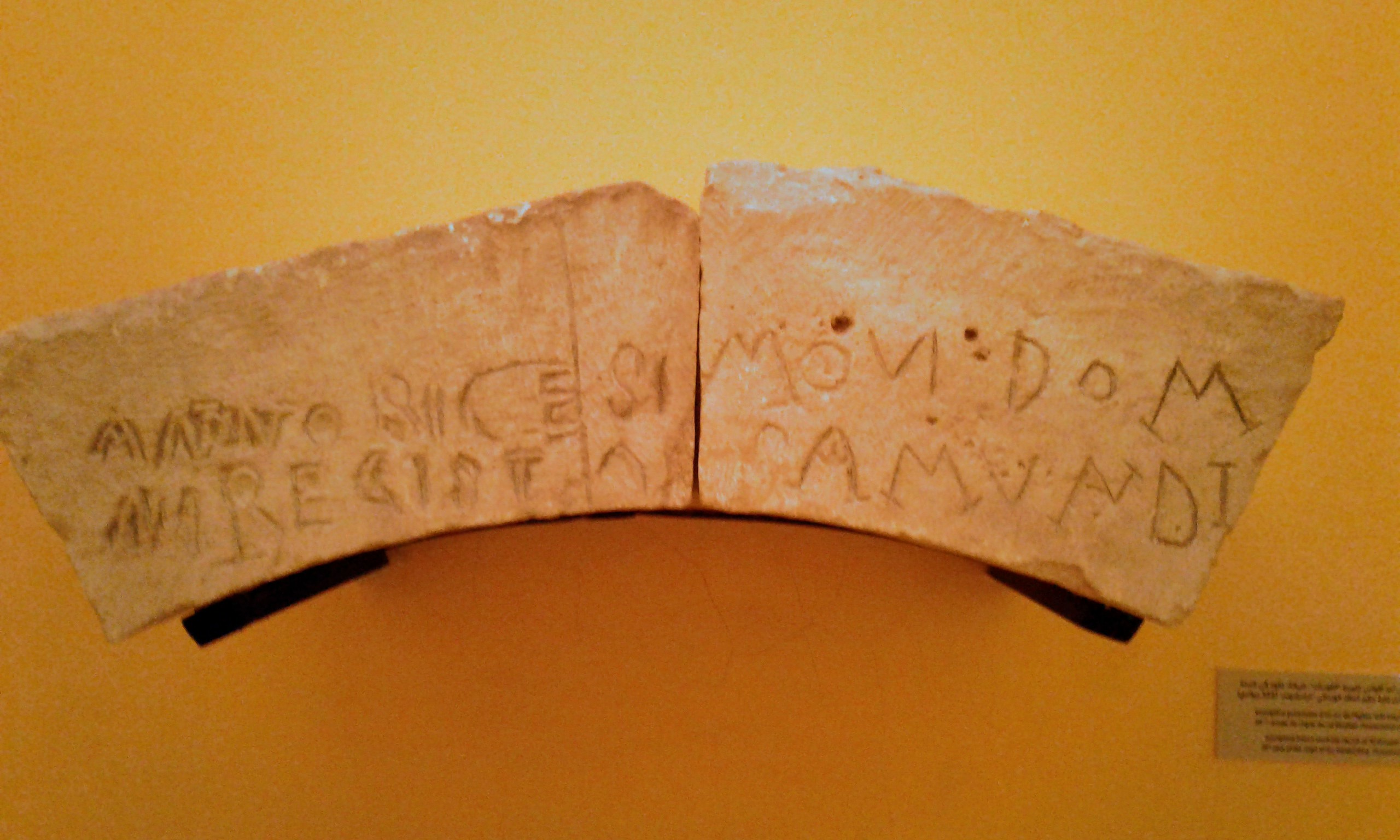
Inscription sur un arc d'une église à El Gousset, dans la région de Fériana, actuelle Tunisie, réalisée la 26e année du règne de Thrasamund en 522. Le nom du roi est visible en bas à droite.

En 523, Thrasamund meurt et est remplacé par son cousin Hildéric, le fils aîné de Hunéric, qui doit également faire face aux rébellions des Berbères. 
Le poète Florentinus nous a laissé un panégyrique du roi Thrasamund ; le poète y célèbre notamment la richesse et la magnificence du roi, et la splendeur de Carthage. Au cours de son règne, Thrasamund a montré un vif intérêt pour les arts, ainsi que pour les questions religieuses, preuve supplémentaire de son désir de nourrir les traditions romaines.

## Référencement